# Sečský tunel
Sečský tunel je silniční tunel na silnici II/343 v katastrálním území města Seč v okrese Chrudim. Nachází na silnici ze Seče do Proseče vybudované v rámci stavby vodní nádrže Seč, přičemž přímo navazuje na hráz tohoto vodního díla. Obousměrný jednotubusový tunel délky 41 m prochází skalním masivem, na kterém se nachází zřícenina hradu Vildštejn.

## Historie
Výstavbu Sečské přehrady zahájila pardubická stavební firma Vendelína Dvořáka v září 1924, přičemž jedním z prvních objektů byla realizace silnice od budoucího bezpečnostního přelivu k izolované skále se zříceninou hradu Vildštejn. Skrze tento skalní masiv byl vyprojektován silniční tunel, na který měla na druhé straně navázat koruna hráze. Ražbu tunelu započal podnikatel Dvořák v létě 1925, vedoucí štola byla proražena 27. října 1925 a výlom celého tunelu byl dokončen během roku 1926. Následovalo betonování ostění, které bylo dokončeno v únoru 1927; oba portály byly do května 1927 obloženy žulovými kvádry. Před sečským portálem byly kolem silnice vyzděny opětné zídky do výšky 1,5 m.
Zdění hráze mezi levobřežní vildštejnskou a pravobřežní ohebskou skálou započalo teprve v květnu 1929, po mnoho let tak tunel ústil svým prosečským portálem, umístěným vysoko ve skalní stěně ve výšce 42 m, do prázdna. Stavba hráze byla dokončena v roce 1934 a do konce téhož roku byla vydlážděna i silnice v její koruně navazující na tunel. Průjezdnou se stala 11. prosince 1934 a přestože stavba nebyla oficiálně dokončena a převzata, bylo od té doby „trpěno přejíždění hráze povozy“. Následkem dokončení napojení silnice na pravém břehu v létě 1935 dokonce doprava přes hráz a tunel vzrostla natolik, že pískovaná vozovka v tunelu přestala svou prašností vyhovovat. Proto Ministerstvo veřejných prací, které stavbu přehrady řídilo, schválilo vydláždění tunelu, které proběhlo v září 1935. Kolaudace celé přehrady a dalších objektů, které byly součástí projektu (včetně tunelu), začala na podzim 1934 a trvala až do roku 1937.

## Galerie

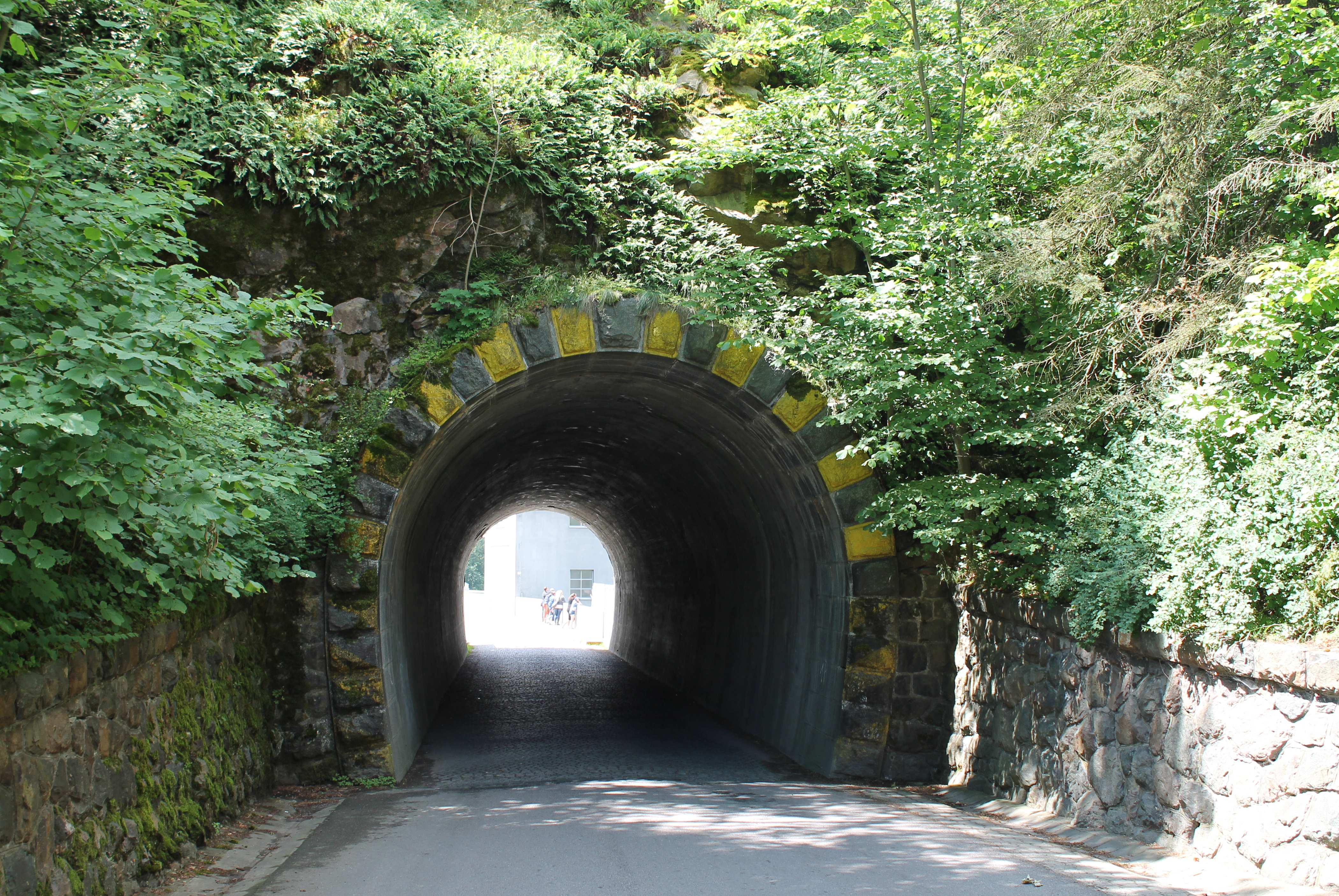
Sečský portál
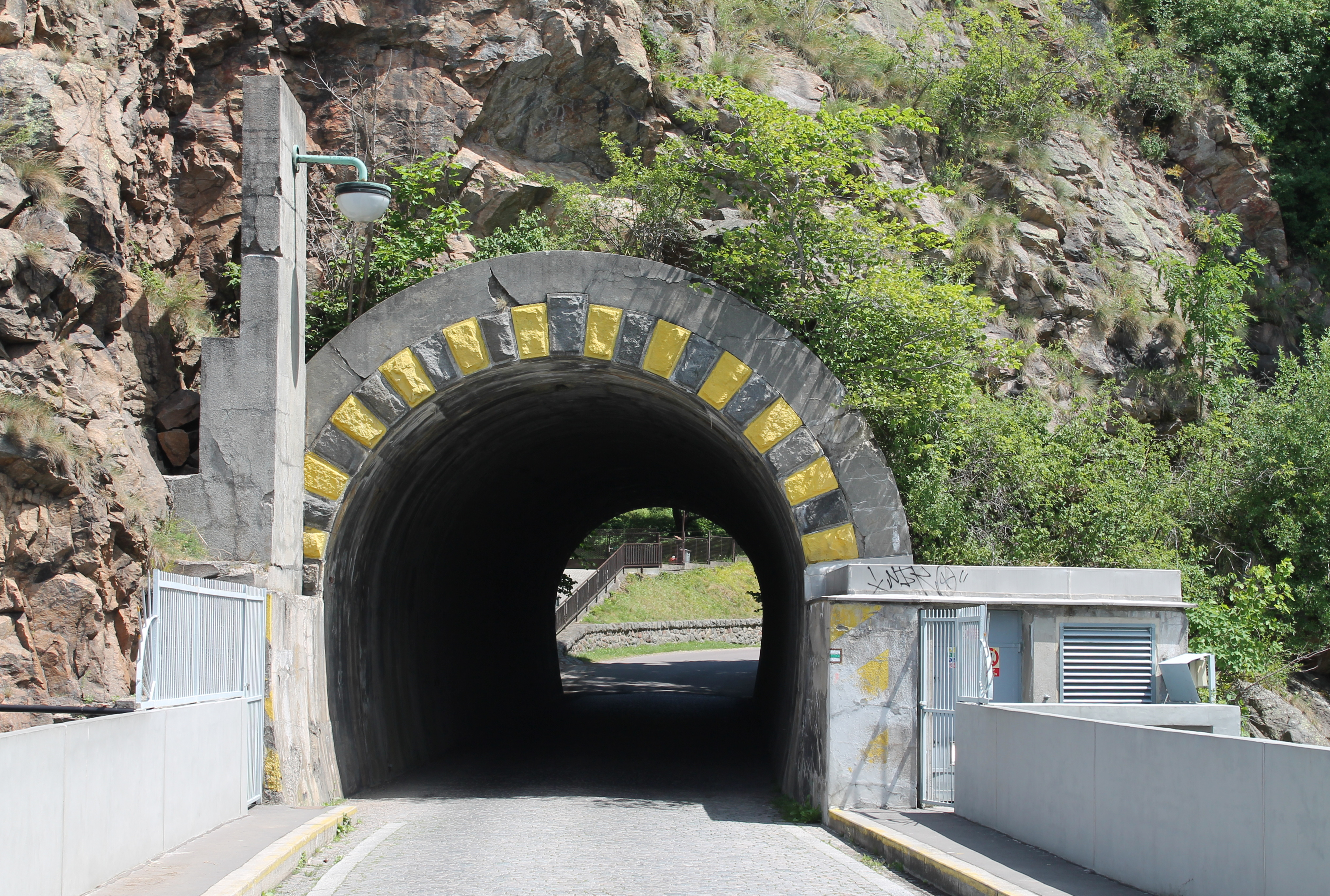
Prosečský portál
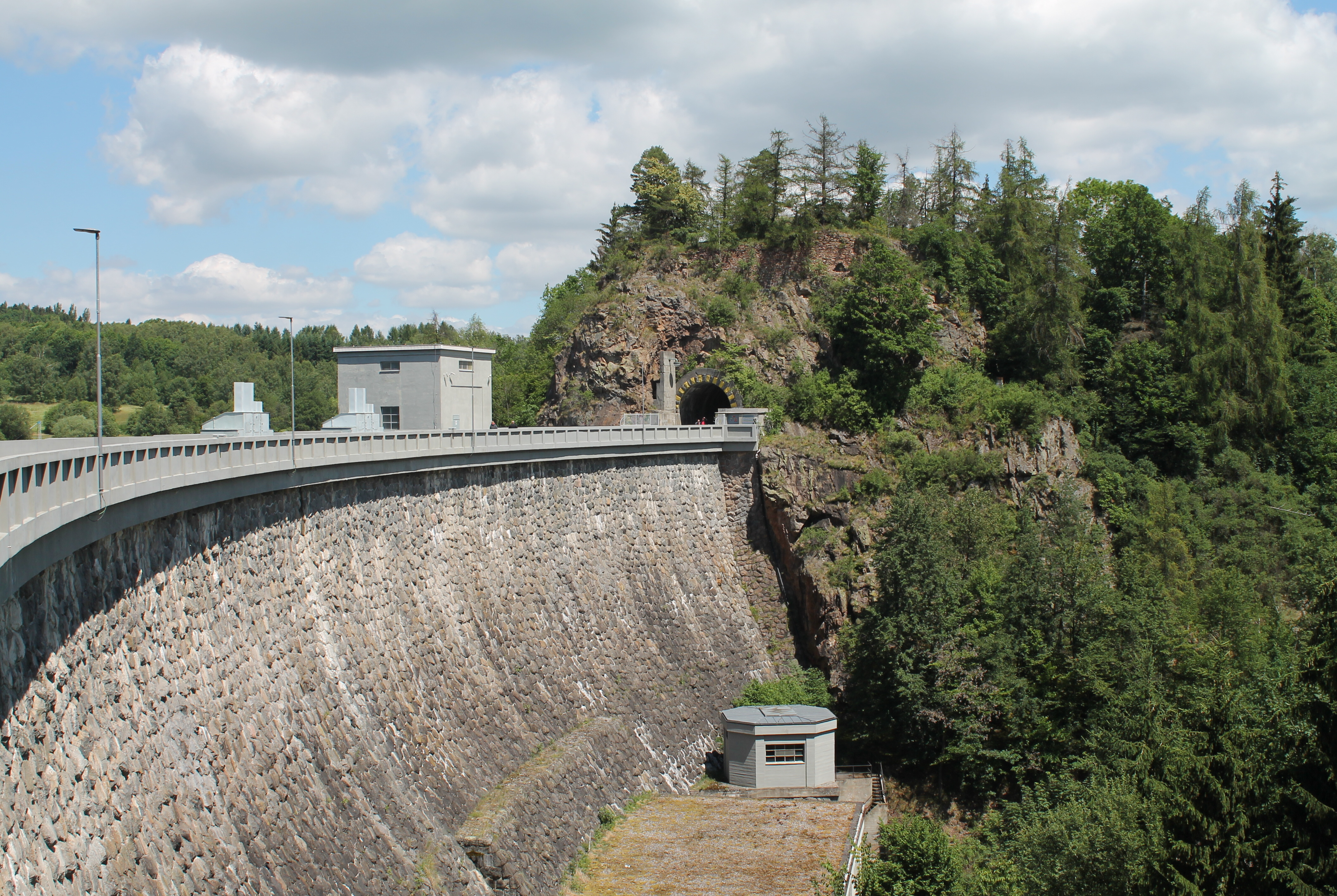
Pohled na přehradní hráz s navazujícím tunelem